# Apiothyrium
Apiothyrium — рід грибів родини Hyponectriaceae. Назва вперше опублікована 1947 року.

## Класифікація
До роду Apiothyrium відносять 2 види:
- Apiothyrium arcticum
- Apiothyrium tasmanicum